# 1745
1745 (MDCCXLV) je bilo navadno leto, ki se je po gregorijanskem koledarju začelo na petek, po 11 dni počasnejšem julijanskem koledarju pa na torek.

## Dogodki
- 1. januar

## Rojstva
- 18. februar - Alessandro Volta, italijanski fizik († 1827)
- 16. september - Mihail Ilarionovic Kutuzov, ruski vojskovodja, maršal, diplomat († 1813)

Neznan datum
- Šahin Geraj, kan Krimskega kanata  († 1787)

## Smrti
- 19. oktober - Jonathan Swift, anglo-irski pisatelj (* 1667)
- 14. september - Martino Altomonte, slikar (* 1657)